# 陈念云
陈念云（1924年9月—2011年8月20日），原名陈燿祖，江苏川沙人，中国新闻工作者、高级记者，解放日报社原党委书记、总编辑，上海市新闻工作者协会原副主席。

## 生平
1950年毕业于上海民治新闻专科学校。1951年起开始从事新闻工作，在新闻日报任职。1960年后，在解放日报工作，历任记者、财经组组长、工业交通组组长、政法文教组组长、农商部副主任、驻浙江记者站站长、文艺部主任、评论部主任、编委、副总编辑。1983年9月至1989年1月，任解放日报社党委书记、总编辑。1987年被评定为高级记者。1992年获国务院政府特殊津贴。1989年2月，任解放日报社顾问。1995年8月退休。著有《新闻工作散论》《报苑耕耘五十秋》等。2011年8月20日18时30分在上海华东医院逝世。